# Slavko Pejak (umetnik)
Slavko Pejak, (Bečej, 21. decembar 1952) srpski je likovni umetnik, slikar, ilustrator, dizajner.

## Biografija
Završio gimnaziju i Višu pedagošku školu - likovni smer 1974. u Novom Sadu. Od 1983. do 1996. godine radio je kao crtač stripova u novosadskoj izdavačkoj kući “Dnevnik“ na licencnom stripu „Veliki Blek“, kao i na projektu Lun, kralj ponoći, po romanima Mitra Miloševića, za koji je likove kreirao Branislav Kerac. Pejak je uradio devet epizoda stripa „Veliki Blek“, od kojih je šest objavljeno, osam epizoda „Lun, kralj ponoći“ kao i tri epizode horor stripa za nemački magazin Gespenster Geschichten. Učestvovao je na nekoliko grupnih izložbi stripa.
Radio i kao portretista na Jadranu (Vrsar, Poreč, Biograd, Primošten). Od 2003. radi kao saradnik – dizajner u Ateljeu Radošević. Pejak je naslikao seriju minijatura „Opus dark“ 1998. godine, formata 14x10 cm, tehnikom ulja na kartonu, koja sadrži preko sto slika nastalih toga leta.
Član je UPIDIV i ULUPUDS.

## Spoljašnje veze
- „Intervju sa Slavkom Pejakom“, razgovarao: Predrag Đurić, Vojvođanski strip
- Архивирано на веб-сајту  (7. март 2021), lični sajt Slavka Pejaka, (језик: енглески)
- Neke stripske ilustracije